# Việt sử toàn thư
Việt Sử Toàn Thư là tên của 1 quyển sách về Lịch sử Việt Nam do sử gia Phạm Văn Sơn biên soạn năm 1960. Theo Phạm Văn Sơn thì ông "hy vọng tác phẩm này sẽ
hợp với nhu cầu của tình thế một phần nào, góp được ít nhiều công quả cần thiết cho
sự phát triển và xây dựng văn học của nước nhà trong giai đoạn mới của lịch sử"
Nội dung sách gồm có 4 phần:
1. Phần thứ nhất (không có tựa)
2. Bắc thuộc thời đại
3. Việt Nam trên đường độc lập (939)
4. Việt Nam mất độc lập về tay Pháp